# Spilosoma obliterata
Spilosoma obliterata là một loài bướm đêm thuộc phân họ Arctiinae, họ Erebidae.